# Batalla de Flesinga (1573)

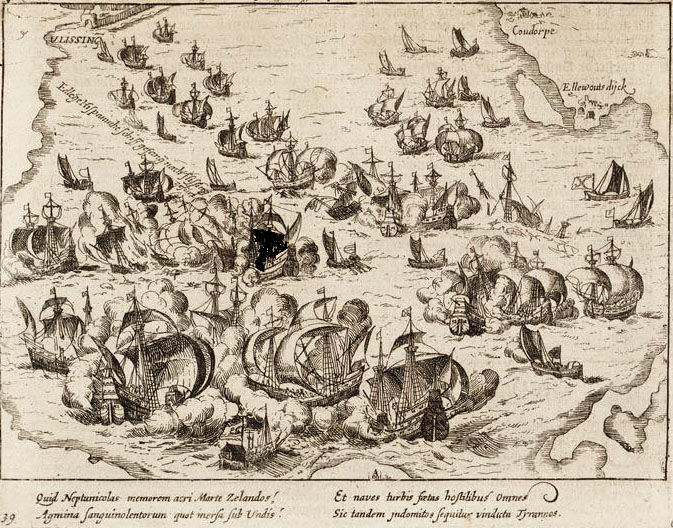
Batalla de Flesinga

La batalla de Flesinga de 1573 fue un combate naval ocurrido durante la Guerra de los Ochenta Años en las cercanías de la ciudad de Flesinga (Países Bajos).
Tras la toma de Brielle y de Flesinga en abril de 1572, los mendigos del mar, rebeldes holandeses contra el Imperio español, capturaron varias ciudades más de Holanda y Zelanda, asegurándose el dominio de la costa marítima flamenca.
El 17 de abril de 1573 una flota española dirigida por Sancho Dávila, con la intención de recuperar Flesinga, se enfrentó a los barcos de los rebeldes holandeses, bajo el mando de Lieven Keersmaker. Estos abandonaron inicialmente el combate, pero regresaron cuando la flota española fue batida por la artillería de la ciudad. Cinco barcos españoles se perdieron, el resto consiguió alcanzar las ciudades de Middelburg y Arnemuiden.
- Datos: Q679831
- Multimedia: Battle of Flushing / Q679831